# سوها علی خان
سوها علی خان (انگلیسی: Soha Ali Khan؛ زادهٔ ۴ اکتبر ۱۹۷۸) یک هنرپیشه اهل هند است.
از فیلم‌ها یا برنامه‌های تلویزیونی که وی در آن نقش داشته‌است می‌توان به بچه‌های نیمه‌شب اشاره کرد.
او خواهر سیف علی خان و همسر کونال خمو است.

## فیلم‌شناسی
فهرست برخی از فیلم‌هایی که سوها علی خان در آنها به ایفای نقش پرداخته‌است:
- بچه‌های نیمه‌شب
- ۹۹
- تورو پیدا کردم
- ازدواج شماره ۱
- گایال: یک‌بار دیگر
- انترمحال
- برو گوآ رفته
- دل بیشتر می‌خواد
- بمبئی زندگی من
- قلب کبدی
- استاد، همسر و گنگستر بازمی‌گردند
- استاد، همسر و گنگستر ۳
- عشق واقعی